# Парусные линейные корабли типа «Уриил»

## История строительства
Корабли типа «Уриил» строились на верфи Архангельского Адмиралтейства с осени 1713 года по июнь 1715 года. Постройку первых двух кораблей начал корабельный мастер Выбе Геренс при помощи своего сына Питера Геренса. После смерти Выбе Геренса начатые им корабли достраивал уже его сын. Ещё два корабля (Селафаил и Варахаил) были заложены 20 июня 1714 года и построены Питером Геренсом.

## Корабли типа «Уриил»
- «Уриил»
- «Ягудиил»
- «Селафаил»
- «Варахаил»

## Конструкция кораблей
Автором корабельного чертежа парусных линейных кораблей этого типа был Скляев, Федосей Моисеевич.
Корабли имели по два вооружённых дека. Вооружение корабля составляли 52 орудия калибра от 4 до 18 фунтов.

## Боевая служба
Участвовали в Северной войне.